# Climat du Cher
Le climat du Cher est tempéré avec des influences continentales et océaniques.

## Climat de Bourges
Le climat de Bourges est tempéré avec des influences continentales et océaniques. Les données suivantes ont été relevées à la station Météo France de l'aéroport de Bourges :
| Mois                                  | jan.             | fév.             | mars            | avril           | mai            | juin          | jui.            | août            | sep.            | oct.           | nov.            | déc.           | année |
| ------------------------------------- | ---------------- | ---------------- | --------------- | --------------- | -------------- | ------------- | --------------- | --------------- | --------------- | -------------- | --------------- | -------------- | ----- |
| Température minimale moyenne (°C)     | −0,9             | 1,2              | 3               | 4,8             | 8,7            | 11,5          | 13,8            | 13,6            | 10,8            | 7,6            | 3,5             | 1,8            | 6,8   |
| Température maximale moyenne (°C)     | 6,6              | 8,4              | 12              | 14,6            | 18,9           | 22,1          | 25,5            | 25,4            | 21,6            | 16,3           | 10,4            | 7,5            | 15,8  |
| Record de froid (°C) date du record   | −20,4 16/01/1985 | −16,4 14/02/1956 | −11,3 1/03/2005 | −3,7 12/04/1986 | −2,6 7/05/1957 | 3,4 5/06/1969 | 4,6 10/07/1948  | 4,6 22/08/1946  | 1,8 20/09/1962  | −5 30/10/1997  | −9,1 24/11/1998 | −14 20/12/1946 |       |
| Record de chaleur (°C) date du record | 17,6 30/01/2002  | 22,6 24/02/1960  | 29,4 25/03/1955 | 29,4 16/04/1949 | 32 27/05/2005  | 38 27/06/2011 | 39,6 28/07/1947 | 44,2 11/08/2019 | 35,1 16/09/1961 | 31,7 1/10/1985 | 22,7 3/11/1994  | 20 16/12/1989  |       |
| Précipitations (mm)                   | 56,1             | 58,2             | 53              | 58,3            | 78,5           | 58,8          | 59,8            | 50,8            | 62,6            | 66,7           | 64,1            | 65,7           | 732,6 |
| Nombre de jours avec précipitations   | 12               | 10               | 10              | 10              | 12             | 9             | 8               | 7               | 9               | 10             | 11              | 11             | 119   |

| Diagramme climatique                                  |            |       |             |             |              |              |              |              |             |             |            |
| J                                                     | F          | M     | A           | M           | J            | J            | A            | S            | O           | N           | D          |
| 6,6−0,956,1                                           | 8,41,258,2 | 12353 | 14,64,858,3 | 18,98,778,5 | 22,111,558,8 | 25,513,859,8 | 25,413,650,8 | 21,610,862,6 | 16,37,666,7 | 10,43,564,1 | 7,51,865,7 |
| Moyennes : • Temp. maxi et mini °C • Précipitation mm |            |       |             |             |              |              |              |              |             |             |            |